# 岩崎光明
岩崎 光明（いわさき こうめい、男性、1961年 - ）は、日本のグラフィックデザイナー、イラストレーター。静岡県出身。

## 来歴
1982年よりフジテレビジョンのタイトルデザイン室に所属。『邦ちゃんのやまだかつてないテレビ』、『ウッチャンナンチャンのやるならやらねば!』、『ダウンタウンのごっつええ感じ』など、主にバラエティ番組を中心にタイトルデザインやイラストレーションの制作を担当している。
2015年からはペーパークラフトの制作も行っている。

## 主な作品
タイトルデザイン
- 邦ちゃんのやまだかつてないテレビ
- 夢で逢えたら
- ウッチャンナンチャンのやるならやらねば!
- ダウンタウンのごっつええ感じ
- 1or8
- 殿様のフェロモン
- 初詣!爆笑ヒットパレード
- 世にも奇妙な物語
- SMAP×SMAP
- さんタク

など